# Зеевальхен-ам-Аттерзее
Зеевальхен-ам-Аттерзее ( нім. Seewalchen am Attersee — ярмаркова громада ( нім. Marktgemeinde) в Австрії, в федеральній землі Верхня Австрія.

Входить до складу округу Феклабрук. Населення становить 4997 осіб (на 31 грудня 2005 року). Займає площу 24 км². Офіційний код - 41739.

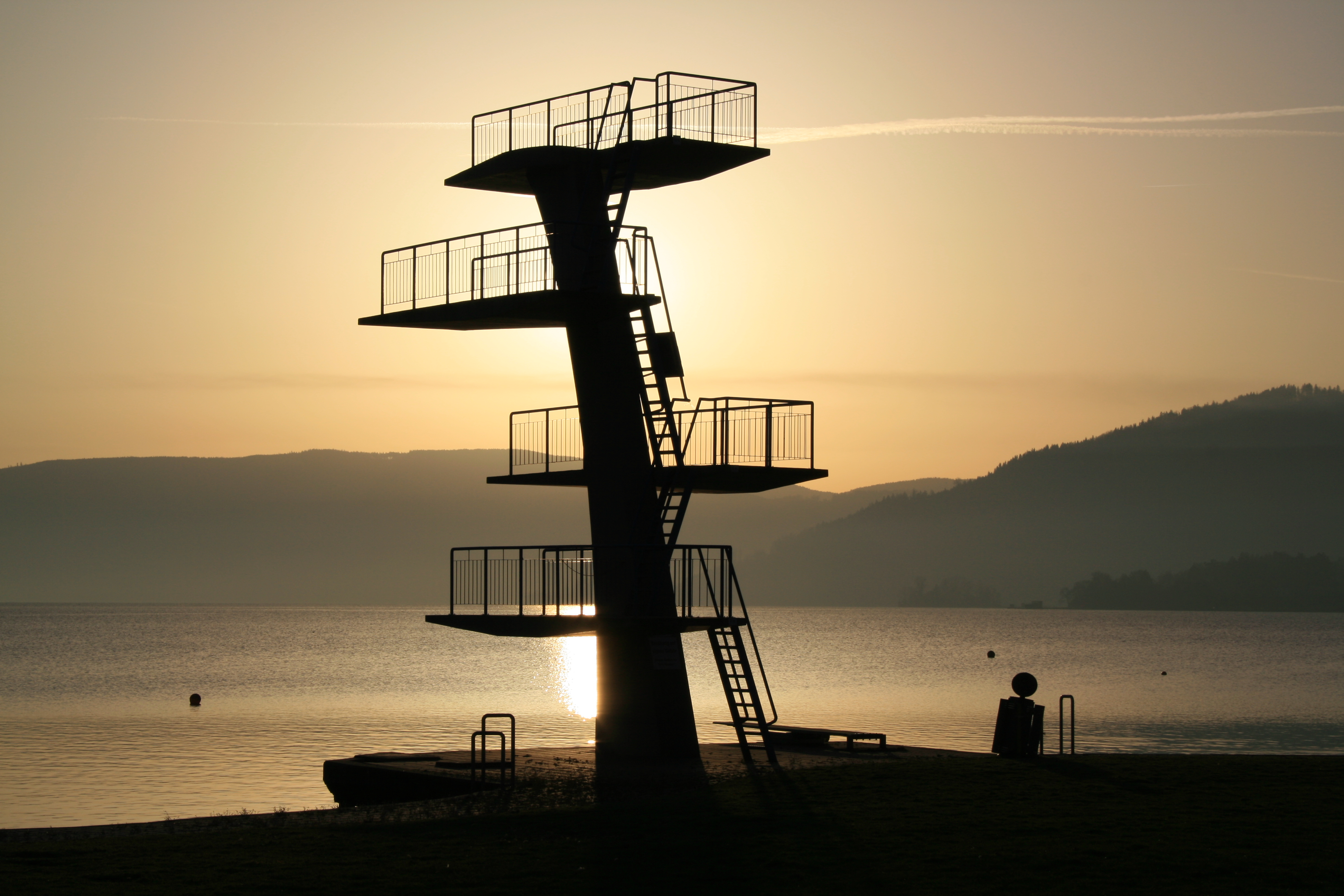
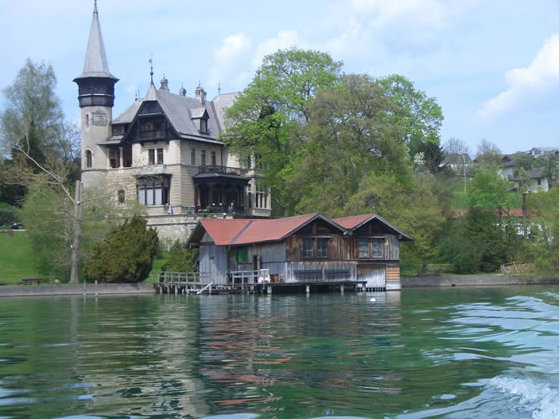
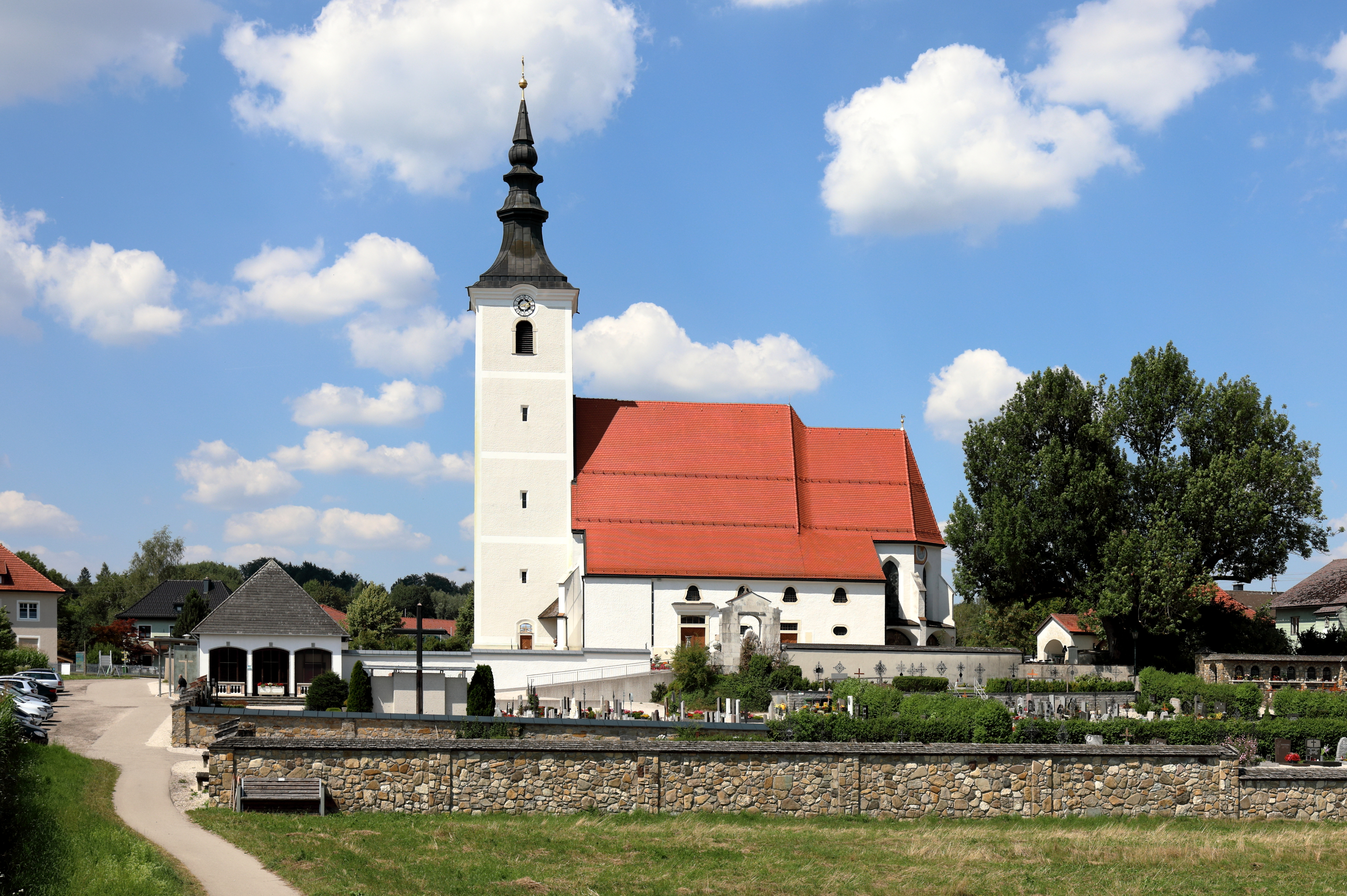